# U.S. Men's Clay Court Championships 2017 - Qualificazioni singolare
Le qualificazioni del singolare dell'U.S. Men's Clay Court Championships 2017 sono state un torneo di tennis preliminare per accedere alla fase finale della manifestazione. I vincitori dell'ultimo turno sono entrati di diritto nel tabellone principale. In caso di ritiro di uno o più giocatori aventi diritto a questi sono subentrati i lucky loser, ossia i giocatori che hanno perso nell'ultimo turno ma che avevano una classifica più alta rispetto agli altri partecipanti che avevano comunque perso nel turno finale.

## Teste di serie
1. Renzo Olivo (primo turno)
2. Guido Andreozzi (primo turno)
3. Peter Polansky (primo turno)
4. Denis Kudla (ultimo turno)

1. Leonardo Mayer (qualificato)
2. Rubén Ramírez Hidalgo (primo turno)
3. Máximo González (qualificato)
4. Tennys Sandgren (qualificato)

## Qualificati
1. Noah Rubin
2. Máximo González

1. Tennys Sandgren
2. Leonardo Mayer

## Tabellone

### Legenda
| - Q = Qualificato - WC = Wild card - LL = Lucky loser | - ALT = Alternate - SE = Special Exempt - PR = Protected Ranking | - w/o = Walkover - r = Ritirato - d = Squalificato |

### Sezione 1
|  | Primo turno | Primo turno           | Primo turno           | Primo turno | Primo turno |  |  | Ultimo turno | Ultimo turno  | Ultimo turno | Ultimo turno | Ultimo turno |  |
|  |             |                       |                       |             |             |  |  |              |               |              |              |              |  |
|  | 1           | Renzo Olivo           | 6                     | 5           | 0r          |  |  |              |               |              |              |              |  |
|  | WC          | Bradley Klahn         | 4                     | 7           | 4           |  |  | WC           | Bradley Klahn | 2            | 6            | 62           |  |
|  |             | Noah Rubin            | Noah Rubin            | 7           | 7           |  |  |              | Noah Rubin    | 6            | 3            | 7            |  |
|  | 6           | Rubén Ramírez Hidalgo | Rubén Ramírez Hidalgo | 63          | 5           |  |  |              |               |              |              |              |  |

### Sezione 2
|  | Primo turno | Primo turno     | Primo turno     | Primo turno | Primo turno |  |  | Ultimo turno | Ultimo turno    | Ultimo turno    | Ultimo turno | Ultimo turno |  |
|  |             |                 |                 |             |             |  |  |              |                 |                 |              |              |  |
|  | 2           | Guido Andreozzi | Guido Andreozzi | 0           | 5           |  |  |              |                 |                 |              |              |  |
|  |             | Benjamin Becker | Benjamin Becker | 6           | 7           |  |  |              | Benjamin Becker | Benjamin Becker | 3            | 2            |  |
|  |             | Dennis Novikov  | Dennis Novikov  | 4           | 613         |  |  | 7            | Máximo González | Máximo González | 6            | 6            |  |
|  | 7           | Máximo González | Máximo González | 6           | 7           |  |  |              |                 |                 |              |              |  |

### Sezione 3
|  | Primo turno | Primo turno        | Primo turno        | Primo turno | Primo turno |  |  | Ultimo turno | Ultimo turno       | Ultimo turno       | Ultimo turno | Ultimo turno |  |
|  |             |                    |                    |             |             |  |  |              |                    |                    |              |              |  |
|  | 3           | Peter Polansky     | Peter Polansky     | 2           | 65          |  |  |              |                    |                    |              |              |  |
|  |             | Tejmuraz Gabašvili | Tejmuraz Gabašvili | 6           | 7           |  |  |              | Tejmuraz Gabašvili | Tejmuraz Gabašvili | 3            | 2            |  |
|  |             | Steven Diez        | Steven Diez        | 3           | 3           |  |  | 8            | Tennys Sandgren    | Tennys Sandgren    | 6            | 6            |  |
|  | 8           | Tennys Sandgren    | Tennys Sandgren    | 6           | 6           |  |  |              |                    |                    |              |              |  |

### Sezione 4
|  | Primo turno | Primo turno    | Primo turno | Primo turno | Primo turno |  |  | Ultimo turno | Ultimo turno   | Ultimo turno | Ultimo turno | Ultimo turno |  |
|  |             |                |             |             |             |  |  |              |                |              |              |              |  |
|  | 4           | Denis Kudla    | Denis Kudla | 2           |             |  |  |              |                |              |              |              |  |
|  | WC          | Brian Baker    | Brian Baker | 3           | r           |  |  | 4            | Denis Kudla    | 6            | 4            | 4            |  |
|  |             | Tim Smyczek    | 6           | 4           | 63          |  |  | 5            | Leonardo Mayer | 3            | 6            | 6            |  |
|  | 5           | Leonardo Mayer | 3           | 6           | 7           |  |  |              |                |              |              |              |  |